# Carl Baermann fils
Carl Baermann fils, né le 9 juillet 1839 à Munich et mort le 17 janvier 1913 à Boston, est un pianiste et pédagogue allemand.

## Biographie
Carl Baermann est un pianiste qui a étudié auprès de Franz Lachner et Peter Cornelius à Munich et devient plus tard l'élève et l'ami de Franz Liszt. Il déménage à Boston en 1881 où il devient un pianiste à succès et le professeur notamment d'Amy Beach, Lee Pattison (en), Frederick Converse et George Copeland,,. Il compose de nombreuses œuvres pour piano seul et pour piano avec orchestre ainsi qu'un ensemble d'études, l'opus no 4.